# Romain Lemarchand
Romain Lemarchand (Longjumeau, 26 juli 1987) is een Frans voormalig wielrenner. Hij is de zoon van François Lemarchand, die prof was van 1985 tot 1997 en onder meer de Ronde van de Vendée won.

## Belangrijkste overwinningen
2009
 Frans kampioen tijdrijden, Beloften
Chrono des Nations, Beloften

## Resultaten in voornaamste wedstrijden
| Jaar | Gent-Wevelgem | Ronde van Vlaanderen | Parijs-Roubaix | Luik-Bast.‑Luik | Parijs-Tours |
| ---- | ------------- | -------------------- | -------------- | --------------- | ------------ |
| 2011 | 100e          | 130e                 | 81e            |                 | 51e          |
| 2012 | opgave        | opgave               | opgave         |                 | opgave       |
| 2013 |               |                      |                |                 | 29e          |
| 2014 |               |                      |                |                 |              |
| 2015 |               |                      |                | opgave          |              |
| 2016 |               |                      |                |                 |              |
| 2017 |               |                      | opgave         |                 |              |

## Ploegen
- 2008 –  Auber 93 (stagiair vanaf 1-8)
- 2009 –  Auber 93 (stagiair vanaf 1-8)
- 2010 –  BigMat-Auber 93
- 2011 –  AG2R La Mondiale
- 2012 –  AG2R La Mondiale
- 2013 –  Cofidis, Solutions Crédits
- 2014 –  Cofidis, Solutions Crédits
- 2015 –  Cult Energy Pro Cycling
- 2016 –  Stölting Service Group
- 2017 –  Delko Marseille Provence KTM (tot 11-8)